# 훈련기

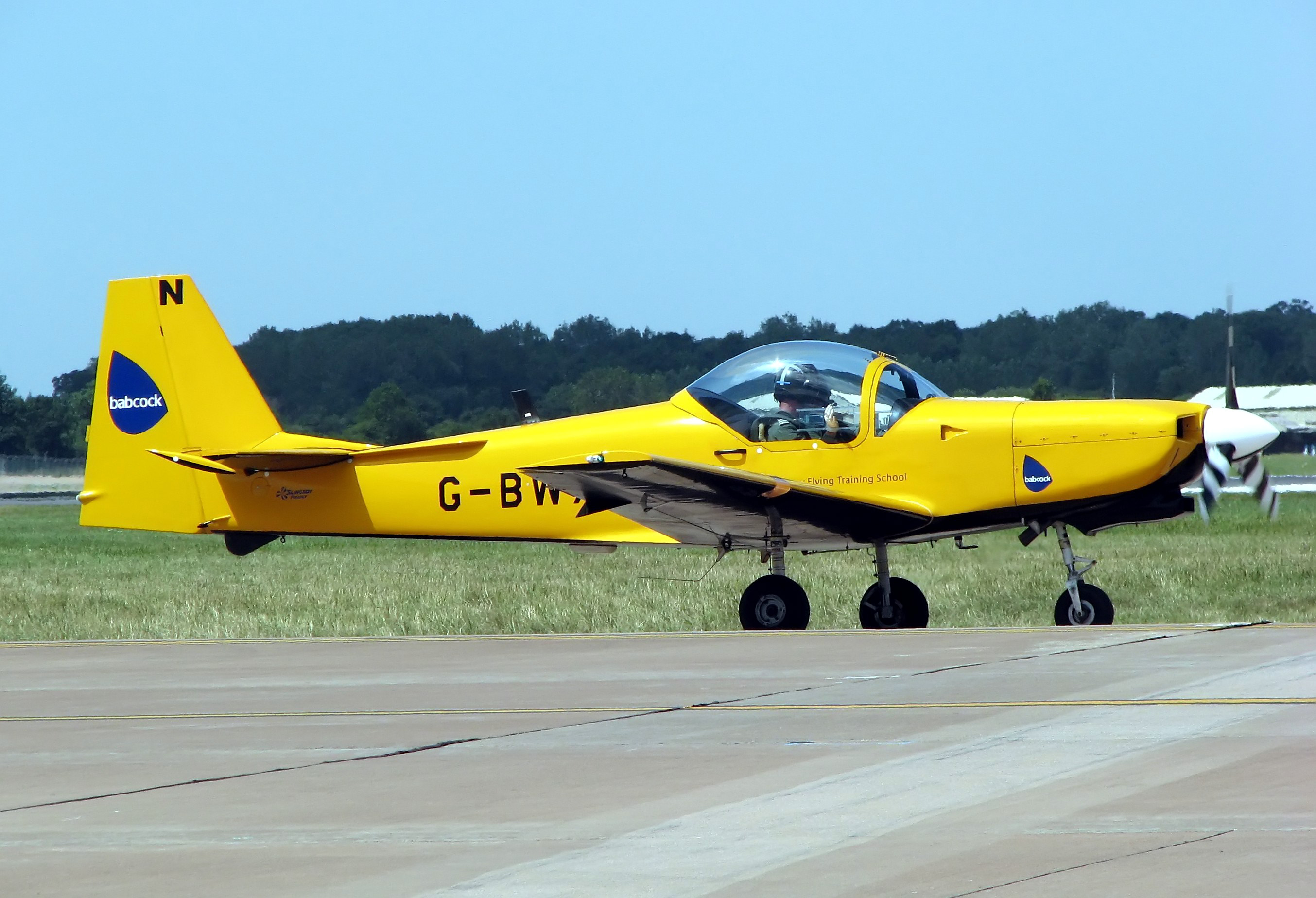
Slingsby T67 Firefly

훈련기(訓鍊機, 영어: Trainer aircraft)는 비행사를 훈련시키는데 사용하는 항공기이다. 추가 안전 기능들이 포함된 전용 훈련기를 이용함으로 인해 훈련을 받는 조종사들이 안전하게 항공기 기술을 습득할 수 있게 되었다.
민간 항공사는 보통 학생이나 조수가 앉을 수 있는 둘 이상의 좌석이 있는 경비행기로 훈련을 받는다.
재정적인 제한이 있는 공군은 초경량 항공기, 글라이더, 모터 글라이더를 사용할 수 있다. USAF 아카데미는 기초적인 간부 후보 비행 훈련을 위해 시러스 SR20과 같은 피스톤 추진 경량 항공기를 사용한다.